# Victor Beauduin
Victor François Joseph Beauduin (Roost-Krenwik, 13 april 1845 - Elsene, 9 november 1904) was een Belgisch industrieel en politicus voor de Liberale Partij.

## Levensloop
Beauduin was de zoon van Jean-Joseph Beauduin (1790-1861) en diens vierde vrouw, Anne-Gertrude Purnal (1807-1871). Hij trouwde met Marie-Adèle Pierco (1856-1884) en met Delphine Raeymaekers (1858-1887). Hij woonde in het grote patriciërshuis De Tinnen Schotel op de Markt van Tienen.
Hij was doctor in de rechten en nijveraar. Hij volgde in 1874 Hendrik Vinckenbosch op als directeur van de Suikerfabriek Vinckenbosch en Co, de latere Suikerraffinaderij van Tienen. Hij was de vertrouwensman van de hoofdaandeelhouders, de familie Wittouck.
Hij werd een eerste maal verkozen als gemeenteraadslid op 29 oktober 1878. Op 4 februari 1892 werd hij burgemeester van Tienen. Kort na elkaar waren burgemeester Louis Vinckenbosch en eerste schepen (in de hoedanigheid van waarnemend burgemeester) Emile Pardon  overleden en de Liberale Associatie deed beroep op Beauduin om de opvolging te nemen. Hij bleef het burgemeestersambt bekleden tot aan zijn dood. Tijdens zijn burgemeesterschap toonde Victor Beauduin onder meer belangstelling voor het technisch onderwijs en voor de opleiding van de arbeiders. Hij was de medeoprichter van de Nijverheidsschool van Tienen (1903). In 1908 werd zijn naam gegeven aan de Tiense Beroepsschool, het 'Institut Victor Beauduin'. In 1969 werd het instituut hernoemd tot Provinciaal Instituut voor Technisch Onderwijs (PITO).
Beauduin was in 1900 verkozen tot liberaal volksvertegenwoordiger voor het arrondissement Leuven, een mandaat dat hij bekleedde tot aan zijn vroegtijdige dood.
Hoewel men volgens de toenmalige wetgeving 50 jaar overleden moest zijn vooraleer zijn naam aan een straat mocht worden gegeven, besliste het stadsbestuur op 28 oktober 1905 om de eeuwenoude Tiense Langestraat te veranderen in Victor Beauduinstraat.

## Publicatie
- La conférence internationale de Londres et l'industrie du sucre de betteraves en Belgique, in: La Sucrerie Belge, 1888.